# John Allan (cầu thủ bóng đá, sinh năm 1890)
John Allan (sinh ngày 11 tháng 5 năm 1890, ngày mất không rõ) là một cầu thủ bóng đá thi đấu ở Football League cho Everton, Leeds City và Coventry City. Ông cũng thi đấu cho Bedlington United, Carlisle United, Rochdale và Walsall. Ông sinh ra ở Carlisle, Anh.